# Alioli

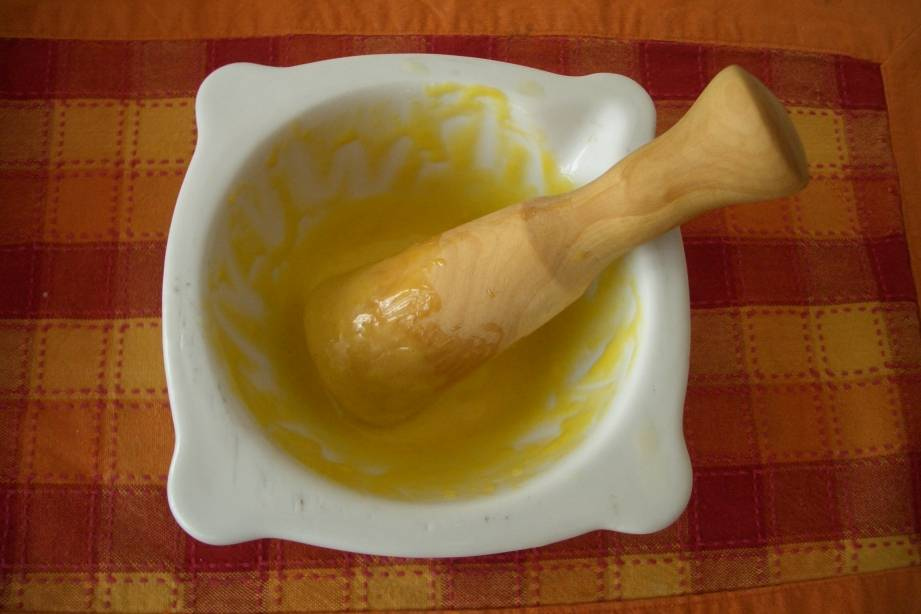
Alioli original (ajo y aceite de oliva) en mortero y con «su mano».

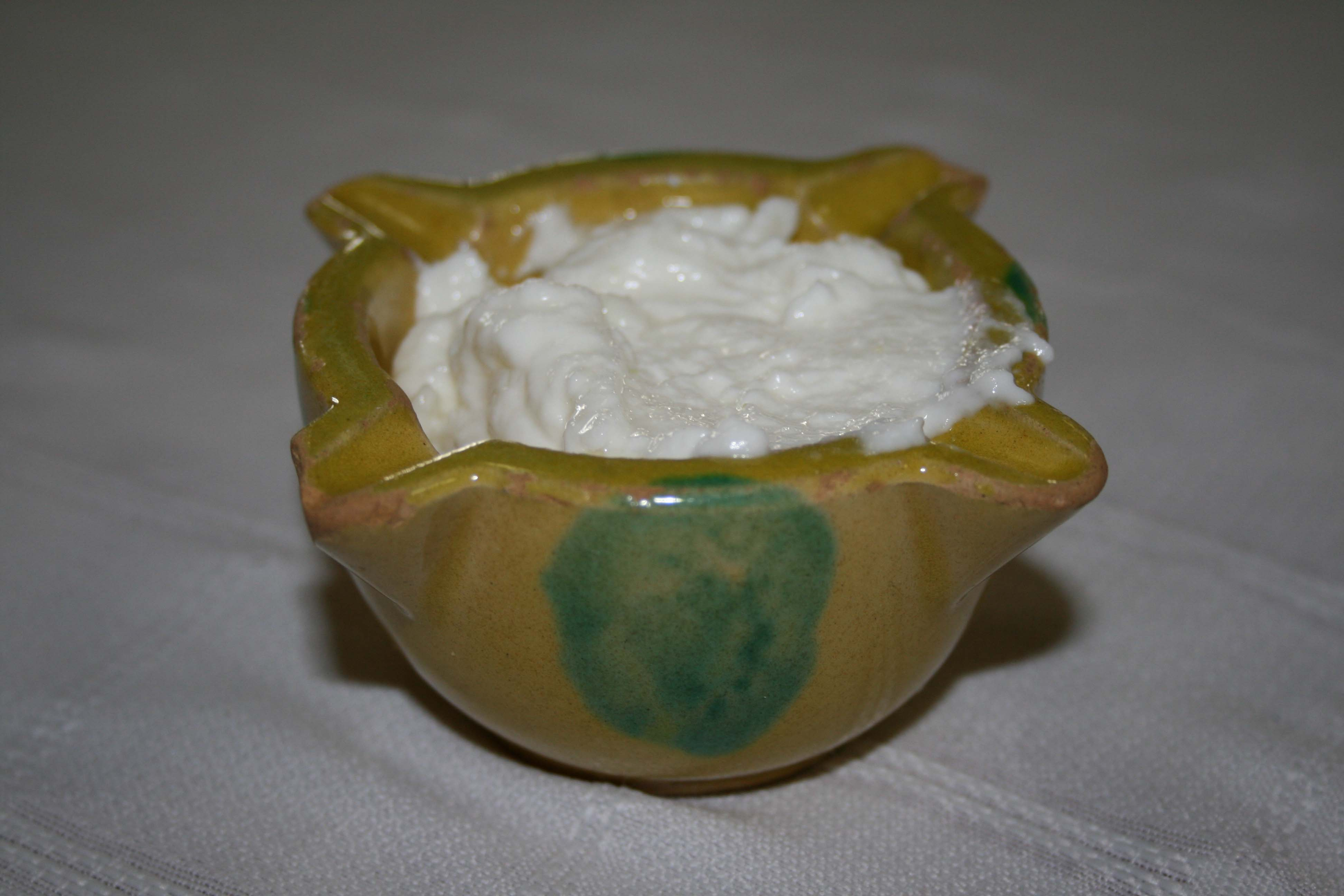
Alioli con huevo, algo más claro.

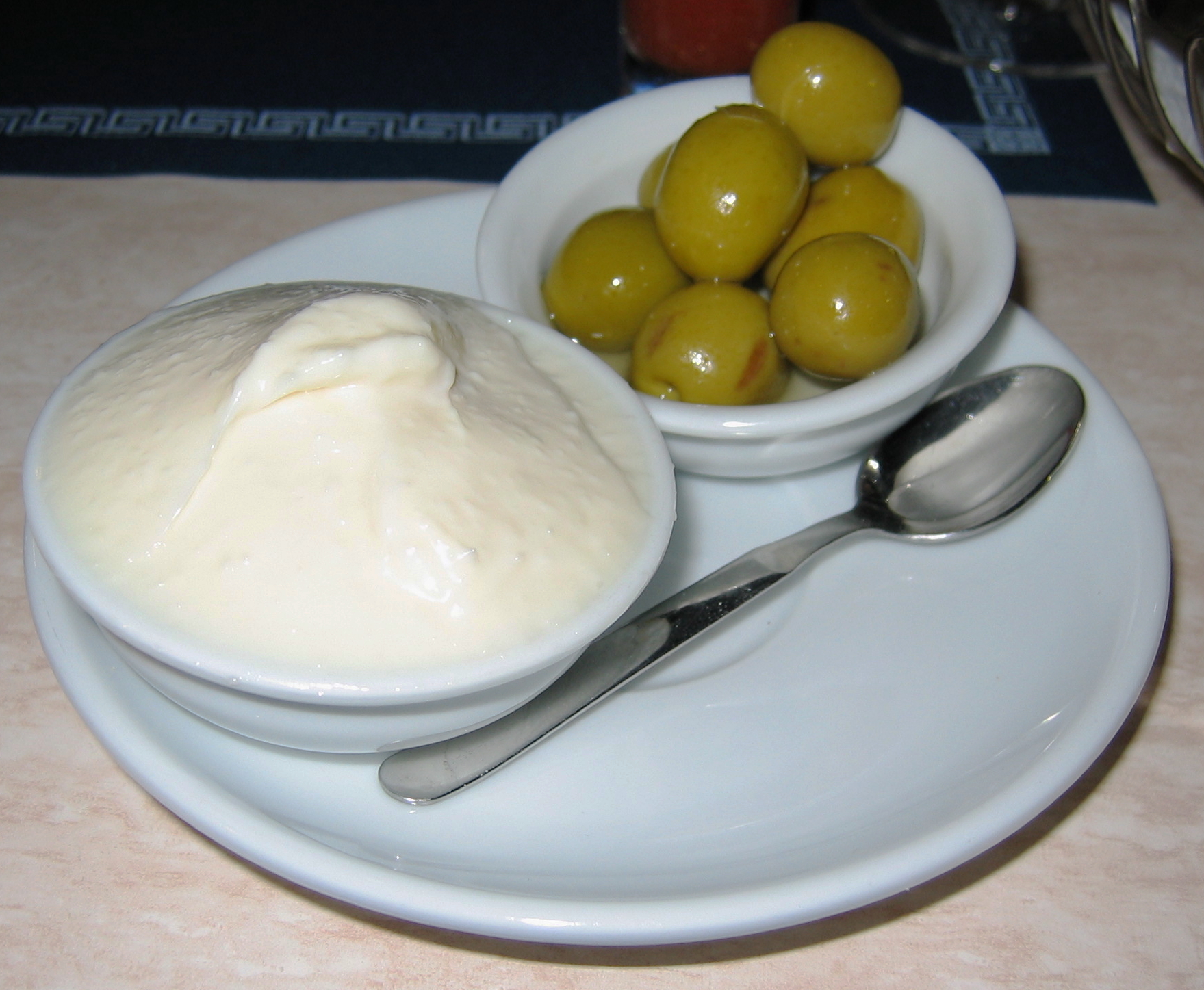
En primer plano un cuenco con alioli y olivas.

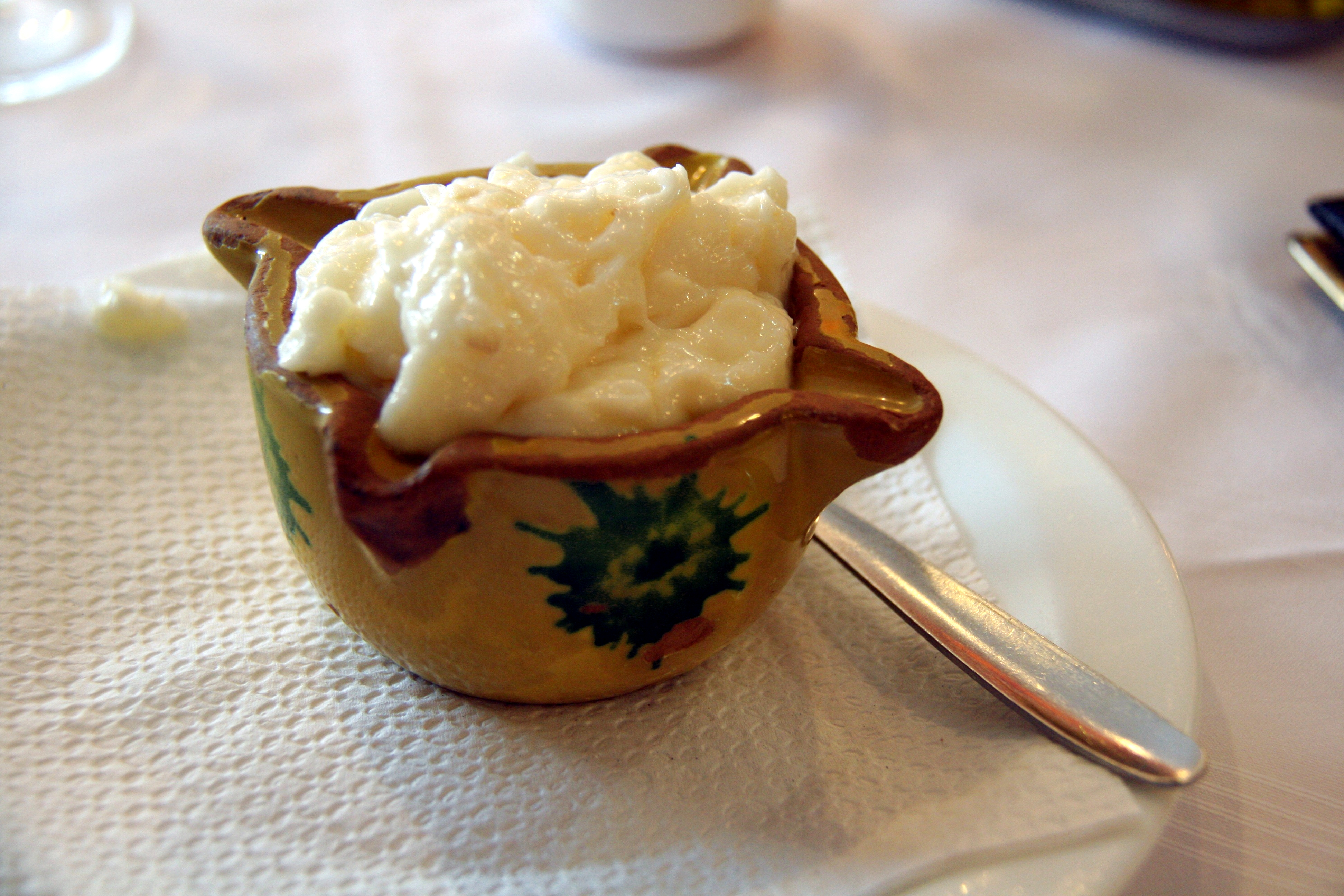
Alioli en Alicante.

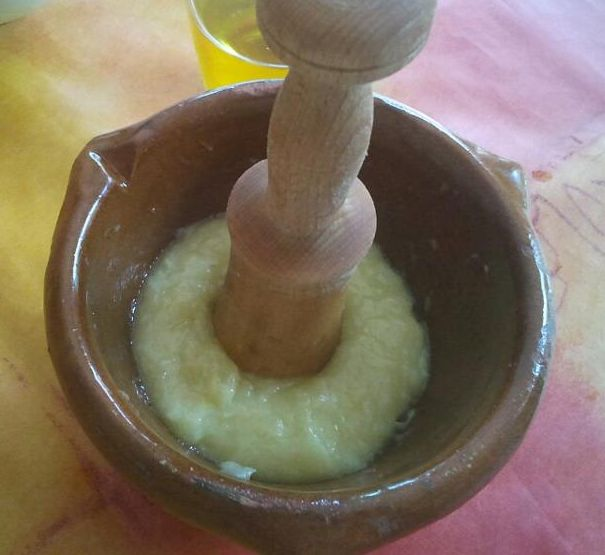
Alioli en Barcelona.

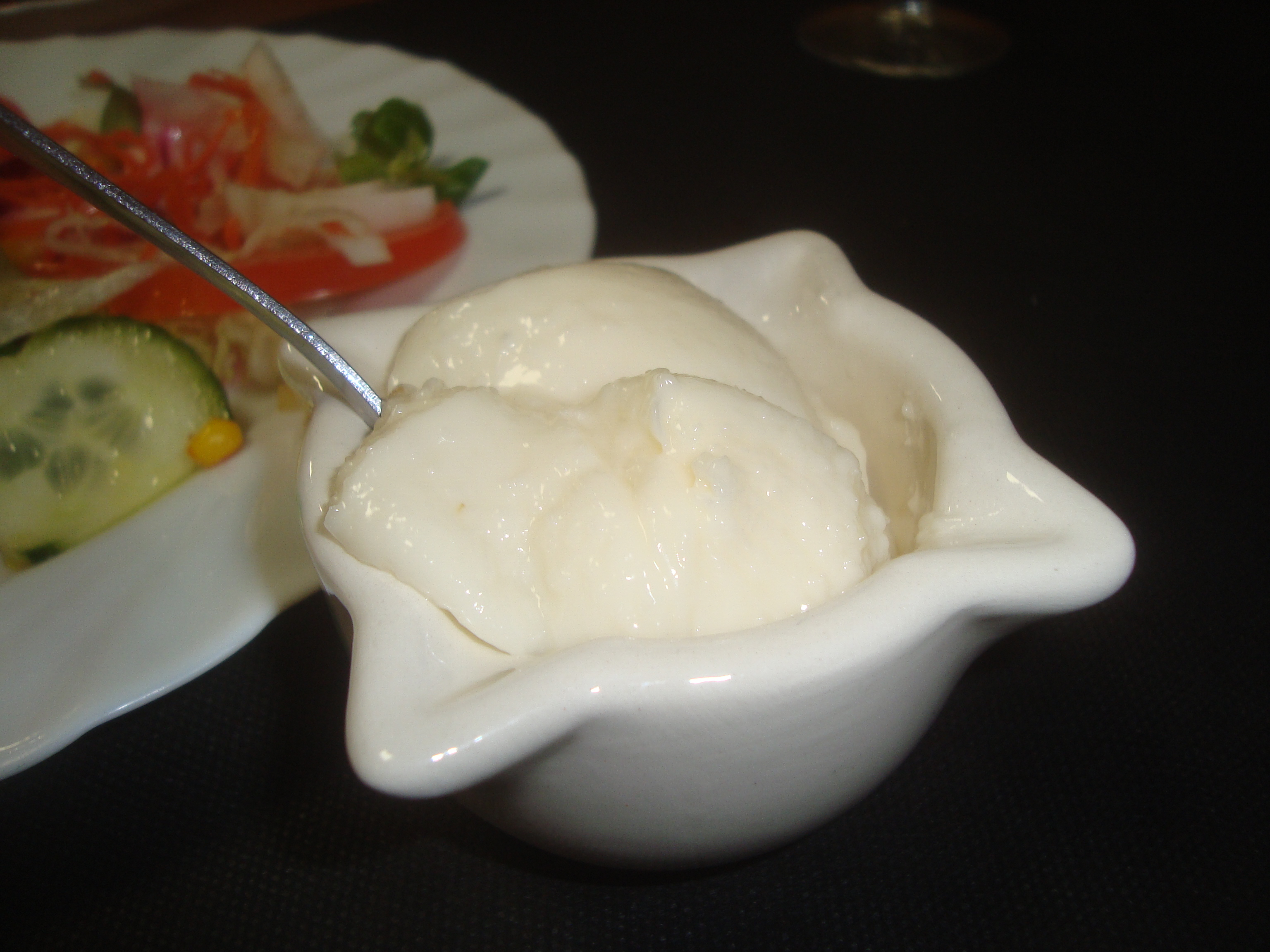
Mortero con alioli.

El alioli (del catalán/valenciano allioli, que significa «ajo» y «aceite»), ajolio o ajaceite (en Aragón), ajoaceite (en  castellano de la Comunidad Valenciana, Murcia y Albacete), ajiaceite o ajaceite es una salsa típica de la gastronomía mediterránea formada por la emulsión de aceite de oliva y ajo.
Suele emplearse como condimento en varios platos, en especial en preparaciones a base de pescado o marisco, a veces como una salsa servida por separado. Forma parte de las salsas a base de ajo. Es frecuente en regiones e islas del arco mediterráneo entre España y Francia (donde se denomina Aïoli) como la Provenza, el Languedoc o el Rossellón. En determinadas zonas de África se elabora una preparación muy similar denominada Toum. Entre estos platos se pueden citar el universal arroz a banda y el caldero de Alicante y Murcia.

## Origen
Se piensa que su origen se remonta a tiempos antiguos. Sin embargo, las primeras recetas escritas datan de la Edad Media, y se publicaron en occitano.
En su versión original consistía en un majado de ajos y aceite de oliva ligado hasta formar una crema. Incluso hay morteros cerámicos especiales para tal fin.

## Usos

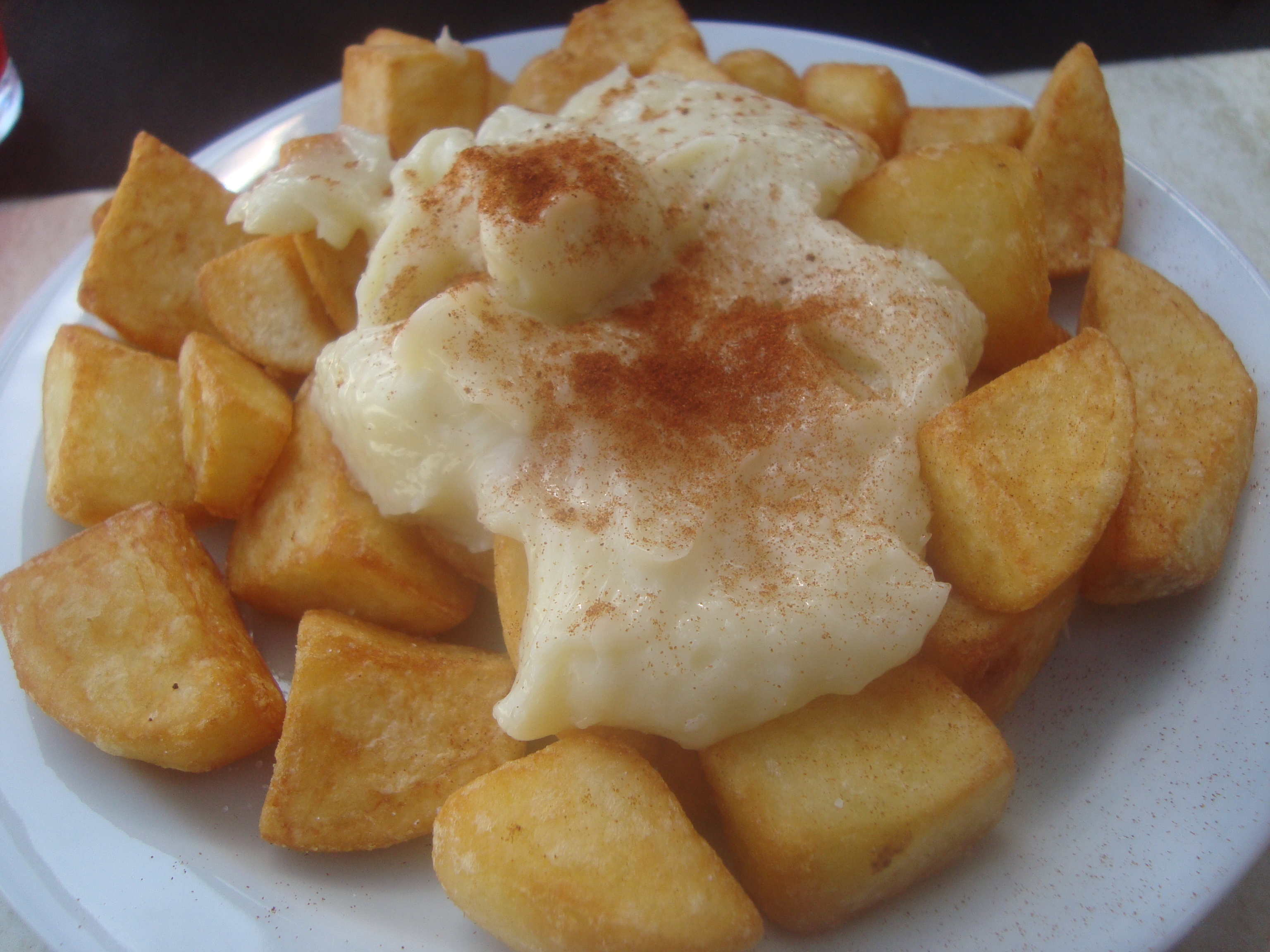
Patatas con alioli (Castellón).

Es costumbre tomarlo con pescados (en especial con bacalao), con mariscos (calamares, sepia, gambas, etc.), con carnes a la brasa, verduras a la plancha o a la brasa, o patatas asadas, fritas o hervidas. En Cataluña es típico tomarlo en platos locales como las butifarras con judías blancas o como el conejo a la brasa con alioli. En el Campo de Cartagena, Comunidad Valenciana y Aragón también es habitual tomarlo con algunos tipos de arroces en paellas, especialmente aquellos de base de pescado, como por ejemplo el arroz a banda, el caldero, el arroz negro, y la fideuá. Se usa también para acompañar pescados fritos en la Costa del Sol. Las patatas fritas cubiertas de salsa aioli son una de las tapas más populares de la costa oriental mediterránea. A veces las patatas bravas también llevan alioli. En las poblaciones del Campo de Cartagena se toma con el tradicional caldero y en Murcia con patatas asadas. En Provenza, la salsa da nombre a un plato (Le Grand Aïoli) que se prepara con bacalao, verduras y alioli. En el País Vasco francés esta salsa acompaña típicamente a los calamares a la romana.
Normalmente el alioli se come frío o a temperatura ambiente, pero no es raro usarlo para cubrir alimentos que luego se gratinan al horno. Por ejemplo, en Aragón un plato muy típico es el bacalao dorado primero un poco en una sartén y posteriormente cubierto de alioli y gratinado al horno. Participa en algunos platos con bacalao como pueden ser el bacalao gratinado, el bacalao ab burrida de las baleares, el bacalao a la brandi coglioni e incluso la brandada mediteránea y el bacalao al pil pil vasco.
Se puede hacer la salsa únicamente con ajos, sal y aceite, aunque algunos lo encuentran difícil de ligar (emulsionar), y añaden, al principio, una yema de huevo.

## Preparación
Se hace con ajo y aceite de oliva, como indica su nombre. Hay que machacar mucho los ajos, para sacarles el jugo, ya que es eso lo que liga con el aceite, e ir añadiendo el aceite con una aceitera, casi gota a gota para que no se corte, a la vez que se va removiendo con la maza. Al principio el sabor y el olor a ajo es muy fuerte, más que el ajo solo debido a la grasa aportada por el aceite, pero poco a poco se va diluyendo. De todos modos, para un mortero de alioli normalmente dos ajos son suficientes, aunque se puede añadir uno o dos más para obtener un sabor más fuerte en ajo y un poco picante. A los ajos, al principio, se les añade un poco de sal. Al final se puede rectificar de sal y, opcionalmente, añadir unas gotas de zumo de limón como condimento. Modernamente la salsa se puede montar con batidora u otros aparatos similares.
Puede quitarse a los dientes de ajo el tallo de brote interior que tienen, para evitar un aroma excesivo.
En la elaboración, hace falta que el zumo de limón esté en contacto con los ajos machacados unos tres minutos para que facilite el proceso de ligado, o la emulsión, con el aceite de oliva virgen.

## Variantes
El alioli negado es un alioli en el que voluntariamente el ajo no se emulsiona completamente con el aceite, lo que le da un aspecto más parecido a una vinagreta. Este alioli se usa mucho como aliño o para añadir en recetas más complejas de platos, en las que se suele echar en una cazuela de barro al fuego o al horno.
Se hacen también aliolis de membrillo (añadiendo un membrillo) o de pera, por ejemplo. Tampoco es raro hacer aliolis y mahonesas perfumados con, por ejemplo, una anchoa picada, o aceitunas, o alcaparras para variar y adaptarlas mejor a platos o alimentos específicos.
En Provenza, en el sureste de Francia, la receta tradicional del aïoli (aïoli en francés, aiòli en provenzal) es la misma que la española. En la actualidad, para facilitar su elaboración suele llevar yema de huevo y a veces patata hervida chafada, aunque esta última opción sea criticada por los puristas. Su textura se parece entonces más a una brandada de bacalao, en la que este se sustituye por un poco de ajo, que a la del aïoli provenzal clásico. En el sur de Francia se utiliza parte de la cáscara de las gambas para realizar la emulsión.

## Polémica
Sectores tradicionales opinan que el nombre alioli se puede aplicar solo a la emulsión de ajo y aceite (de oliva), que no tiene más ingredientes que ajos crudos, aceite y sal. Ahora bien, es laborioso conseguir que el ajo emulsione. En la Comunidad Valenciana, Murcia y Cataluña son muchos los restaurantes que mantienen viva la receta e igualmente los hogares que la siguen «elaborando» con mucha paciencia. En muchas ocasiones lo que se conoce con el nombre alioli no se aplica a la salsa original sino a la mayonesa con ajo añadido, a veces deshidratado y en polvo. Esto es considerado un sacrilegio para las personas conocedoras del auténtico alioli, sea cual sea su procedencia; que prefieren llamarlo «mayonesa con ajo» o «ajonesa» y lo consideran de una calidad muy inferior, mucho más si se trata de versiones con aceites de oliva que no son virgen extra y aún peor si se añaden productos como la leche, la patata o ciertas especias.

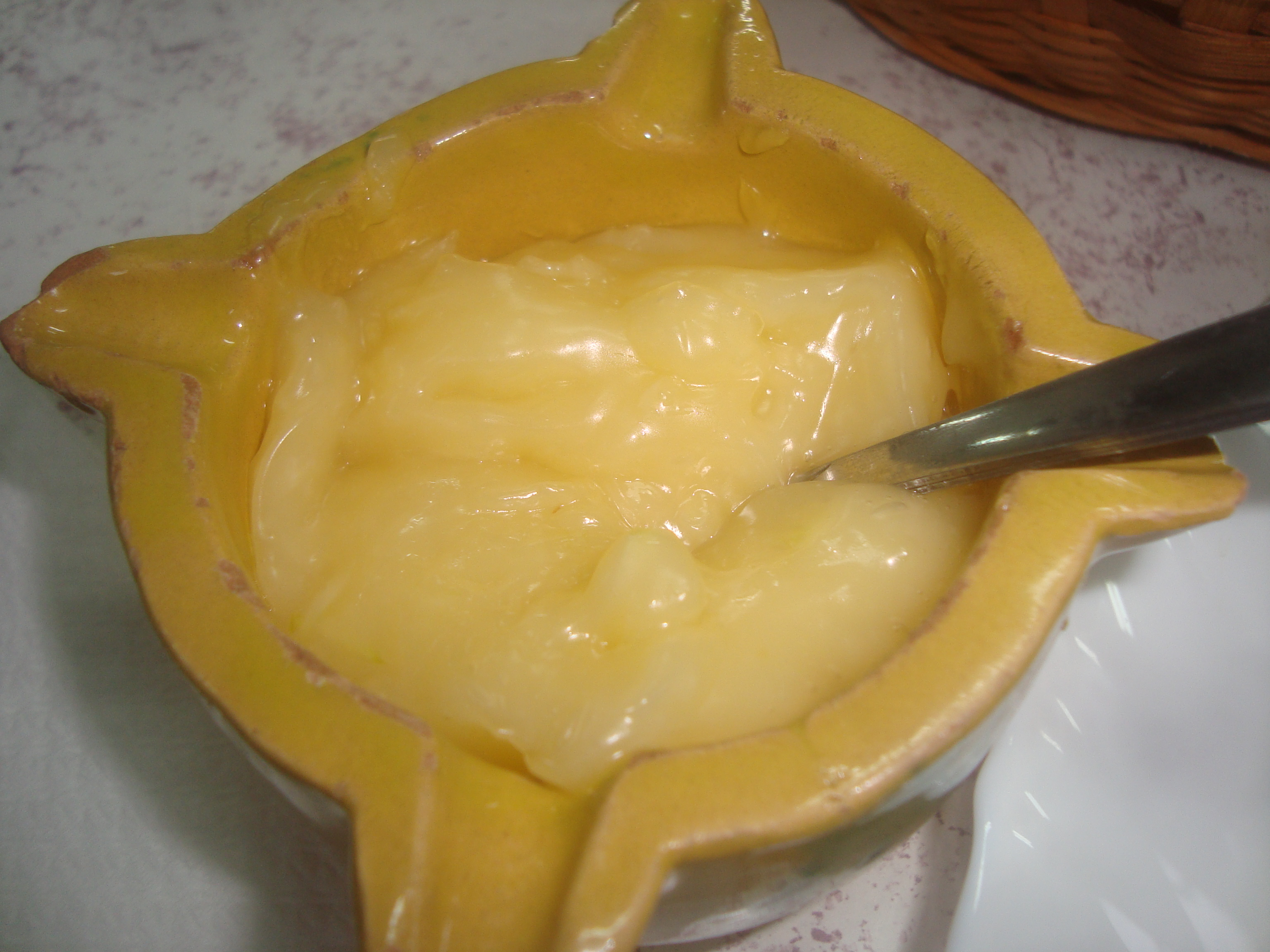
Mortero de "allioli" casero.